# Konstantin Filozof
Konstantin Filozof (* okrog 1380, † po letu 1431) znan tudi kot Konstantin Kosteneški (bolgarsko: Константин Костенечки), je bil srednjeveški bolgarski in srbski pisec in kronist. Njegovi najbolj znani deli sta biografija srbskega despota Stefana Lazarevića (Žitija despota Stefana Lazarevića)  in načela o reformi jezika in pravopisa Skazanije o pismenah, v katerih nasprotuje vnašanju elementov ljudskega govora v staroslovanski jezik in nedosledno uporabo grških črk.

## Življenjepis
Konstantin je bil rojen v Bolgariji, verjetno v mestu Kostenec,, po katerem je dobil svoj priimek. Šolal se je v Velikem Tarnovem  pri Androniku, učencu patriarha svetega Evtimija Bolgarskega, zatem pa v samostanih na gori Atos in v Konstantinoplu. Po osmanski osvojitvi Velikega Tarnovega leta 1383 je (verjetno leta 1402) odšel v Srbijo, v kateri  je vladal despot Stefan Lazarević. Postal je despotov knjižničar in vodil prevajanje in prepisovanje knjig. Pogosto je obiskoval samostan Manasija, kjer je sodelova pri ustanavljanju "Resavske šole".  Pogosto je obiskoval samostan, v katerem je sodeloval pri ustanavljanju in vodenju slavne resavske šole prevajalcev. Zaradi velike izobraženosti in bogatih življenjskih izkušenj je dobil nadimek Filozof. V mladosti je potoval v Sveto deželo, iz opisov treh misij k vzhodnim vladarjem Timur Lenku, Musi in Mehmedu I. pa da sklepati, da se je teh misij verjetno tudi sam udeležil.
Po despotovi smrti leta 1427 je odšel iz Beograda v službo carja Uglješe v Vranje, kjer je nekaj let kasneje umrl.
Konstantinova dela so imela ogromen vpliv na srednjeveško srbsko literaturo in izobraževanje, v katera je vnesel številne elemente grške filozofije in literature. Zaradi pogostih citiranj biblije in antičnih filozofov v despotovi biografiji ga imajo mnogi poznavalci za predhodnika renesanse, do katere v srbski kulturi zaradi osmanske zasedbe nikoli ni prišlo.

## Biografija despota Stefana Lazarevića
Po despotovi smrti leta 1427 je srbski patriarh Nikon Konstantinu naročil, naj napiše despotovo biografijo. Njegova biografija je eno najbolj zanimivih del v stari srbski literaturi, ker ne vsebuje samo podatkov iz despotovega življenja, ampak tudi geografske podatke in podrobne opise številnih zgodovinskih dogodkov.  Pri pisanju se je očitno zgledoval po cesarskih kronikah bizantinskih zgodovinarjev. 
Biografija despota Stefana Lazarevića se začne z opisi srbskih naravnih lepot in se nadaljuje z opisom prebivalcev, poveličevanjem njihovega značaja in objokovanjem njihove zle usode zaradi osmanske zasedbe Srbije. Sledijo podrobni opisi dogodkov iz despotovega življenja s številnimi biblijskimi in antičnimi navedbami pa tudi zgodovinskimi podatki, ki so bili v veliko oporo kasnejšim zgodovinarjem. V delu je sestavil več akrostihov, med katerimi so trije prave mojstrovine. Prvi se pojavi že v uvodnih verzih, naslednja pa v naslovih osrednjih poglavij in v zaključnih verzih, v katerih obžaluje despotovo smrt.